# Admestina tibialis
Admestina tibialis is een spinnensoort in de taxonomische indeling van de springspinnen (Salticidae).
Het dier behoort tot het geslacht Admestina. De wetenschappelijke naam van de soort werd voor het eerst geldig gepubliceerd in 1846 door Carl Ludwig Koch.